# Robert Kišerlovski
Robert Kišerlovski (Čačak, 9 agosto 1986) è un ex ciclista su strada croato con caratteristiche di scalatore, professionista dal 2009 al 2018.

## Carriera
Incomincia a correre in bici a 13 anni, quando a metà stagione smette con l'atletica e si iscrive alle giovanili del B.K. Rijeka. Vince diversi campionati nazionali giovanili, sia su strada che ciclocross, e partecipa a europei e mondiali come capitano della Croazia. All'età di 19 anni passa alla squadra slovena Adria Mobil, in cui rimane fino al 2008; conquista una sola vittoria, il Gran Premio Palio del Recioto per Under-23. Nel 2009 fa il salto nel professionismo passando all'Amica Chips-Knauf, squadra di San Marino, ma non consegue successi. Conclude la stagione alla Fuji-Servetto, squadra ProTour spagnola.
Nel 2010 viene messo sotto contratto dalla più quotata Liquigas-Doimo, squadra italiana in cui va a svolgere funzioni di gregario. In quella stagione, oltre a vincere il Giro dell'Appennino, prende parte al Giro d'Italia. Nella corsa aiuta i capitani Ivan Basso e Vincenzo Nibali soprattutto in salita, assieme ai compagni Valerio Agnoli e Sylwester Szmyd; dimostra ottime capacità di scalatore, riuscendo sempre a rimanere nei gruppi dei migliori e infilandosi anche nella fuga dell'undicesima tappa. Anche grazie a questo ottiene il decimo posto nella classifica finale, terzo piazzato della Liquigas.
Cambia squadra nel 2011, trasferendosi tra le file del team Astana insieme a Roman Kreuziger, già suo compagno alla Liquigas. Proprio per il ceco svolge un discreto ruolo di gregario in occasione del Giro d'Italia; conclude inoltre sesto al Giro del Trentino e diciottesimo, migliore tra gli uomini Astana, alla Vuelta a España. L'anno dopo non consegue successi. Si classifica però quinto alla Freccia Vallone, nono alla Paris-Nice e settimo alla Volta Ciclista a Catalunya; partecipa anche al Tour de France, ma è costretto al ritiro a causa di una caduta (si frattura la clavicola).
Nel 2013 si trasferisce al team lussemburghese RadioShack-Leopard, classificandosi quindicesimo al Giro d'Italia e vincendo il titolo nazionale in linea. Con la stessa squadra, divenuta Trek Factory Racing, nel 2014 ottiene la decima piazza finale al Giro d'Italia (eguagliato il risultato del 2010), con il secondo posto nella frazione di Montecopiolo vinta da Diego Ulissi. Nel 2015 passa alla formazione russa Tinkoff-Saxo: durante l'anno non ottiene però vittorie, e non va oltre alcuni piazzamenti Top 20 in brevi gare a tappe del calendario World Tour.

## Palmarès
- 2007 (Adria Mobil, una vittoria)

Gran Premio Palio del Recioto
- 2010 (Liquigas-Doimo, una vittoria)

Giro dell'Appennino
- 2013 (RadioShack-Leopard, una vittoria)

Campionati croati, Prova in linea

### Altri successi
- 2009 (Amica Chips-Knauf, una vittoria)

Classifica giovani Settimana Internazionale di Coppi e Bartali
- 2010 (Liquigas-Doimo, una vittoria)

4ª tappa Giro d'Italia (Savigliano > Cuneo, cronosquadre)

## Piazzamenti

### Grandi Giri
- Giro d'Italia

2010: 10º
2011: 43º
2013: 15º
2014: 10º
2017: 31º
- Tour de France

2012: ritirato (14ª tappa)
2016: 58º
2017: 31º
2018: ritirato (5ª tappa)
- Vuelta a España

2009: non partito (5ª tappa)
2011: 18º
2013: 17º
2016: non partito (6ª tappa)

### Classiche monumento
- Liegi-Bastogne-Liegi

2012: 14º
2015: 18º
2016: 43º
2018: 50º
- Giro di Lombardia

2017: ritirato
2018: ritirato

### Competizioni mondiali
- Campionati del mondo

Hamilton 2003 - In linea Juniores: 74º
Verona 2004 - In linea Juniores: 37º
Madrid 2005 - In linea Under-23: ritirato
Salisburgo 2006 - In linea Under-23: 132º
Stoccarda 2007 - In linea Elite: ritirato
Varese 2008 - In linea Under-23: 44º
Copenaghen 2011 - In linea Elite: 76º